# Hypertrofie

Jednoduché schéma vysvětlující rozdíl mezi hypertrofií a hyperplázií

Hypertrofie je růst tkáně vlivem zvětšování objemu jednotlivých buněk (tzv. buněčného růstu). Tím se liší hypertrofie od hyperplazie, která souvisí s masivním dělením buněk (proliferací). Hypertrofie tkání je obecně velice striktně kontrolována, jinak mnohdy vyvolává vážné poruchy funkce hypertrofovaných orgánů.